# Adolf Sinzinger
Adolf Sinzinger (Suben, 29 gennaio 1891 – Wels, 15 giugno 1974) è stato un generale austriaco che prestò servizio nella Wehrmacht.

## Biografia
Sinzinger nacque nel 1891, figlio del sovrintendente della prigione di Suben. Intraprese la carriera militare divenendo tenente del 2º reggimento dei cacciatori tirolesi "Kaiserjäger" dell'esercito austro-ungarico. Dopo la prima guerra mondiale, rimase nell'esercito austriaco. Entrò a far parte dell'NSDAP per la prima volta nel 1925 e vi rientrò nel 1932. Divenne quindi membro delle SA e prese parte al colpo di stato del luglio del 1934. Secondo le sue stesse dichiarazioni, nel 1936 contribuì alla fondazione alla fondazione del Circolo dei Soldati Nazionalsocialisti, un'associazione illegale di ufficiali nazionalsocialisti all'interno delle forze armate austriache, e dal 1937 fu Gauleiter delle divisioni occidentale e settentrionale in Austria.
Dopo l'Anschluss del 1938, Sinzinger venne assunto come colonnello nella Wehrmacht tedesca. Fu inoltre membro della Commissione Muff. Tra gennaio e febbraio del 1942, Sinzinger fu in grado di difendere la città di Welisch da un grave attacco dell'esercito sovietico come comandante delle sue forze e per questo ricevette la croce di cavaliere della Croce di Ferro nel febbraio di quello stesso anno. Dal 12 febbraio al 2 novembre 1942 fu comandante della 83ª divisione di fanteria. Nel 1943, probabilmente come ringraziamento personale da parte di Hitler per il suo impegno nel partito prima del 1938, fu insignito dell'insegna d'oro del partito nazista.
Il 15 marzo 1944 divenne comandante militare della città di Vienna; in questa veste obbedì agli ordini telegrafati dei cospiratori intorno a Claus Schenk von Stauffenberg il 20 luglio 1944 e fece arrestare gli alti funzionari del partito.  Dopo il fallimento del colpo di stato venne deposto ed il 29 luglio 1944, venendo rinchiuso in una prigione della Germania settentrionale dalla quale fu liberato per intervento delle forze armate americane.
Sebbene incluso nella lista dei criminali di guerra, per il sostegno dato al colpo di stato di von Stauffenberg venne assolto. Dopo la guerra visse a Merano ma morì in seguito il 15 giugno 1974 a Wels e ivi venne sepolto.